# Ledi-Geraru

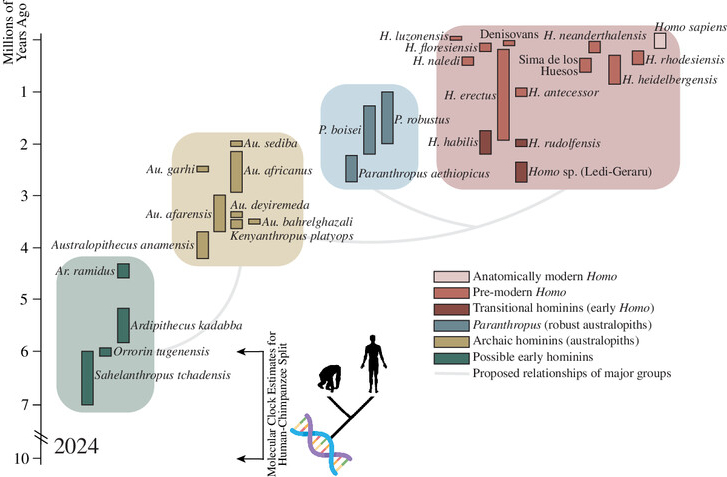
Die Position der Homo-Funde von Ledi-Geraru im Fossilienbestand der Hominini (Stand: 2024):
Die zeitliche Abfolge ist kein Verweis auf ihre verwandtschaftlichen Beziehungen.

Ledi-Geraru ist eine weitläufiges paläoanthropologisches und archäologisches Fundgebiet im Unteren Awash-Tal im Nordosten von Äthiopien. Die Region wird seit 2002 unter der Leitung der US-amerikanischen Paläoanthropologin Kaye Reed im Rahmen des Ledi-Geraru Research Project erforscht. Bedeutendster Fund ist das 2,8 bis 2,75 Millionen Jahre alte Unterkiefer-Fragment LD 350-1, das im März 2015 entdeckt wurde und als der früheste Beleg für die Existenz der Gattung Homo gilt. Auf ein Alter von mindestens 2,58 Millionen Jahren datierte Steinwerkzeuge gehören zudem zu den ältesten bislang entdeckten Artefakten.

## Erforschung
Die südliche Grenze von Ledi-Geraru liegt wenige Kilometer nordöstlich der Fundstätten Hadar, Gona, und Dikika, das Gebiet erstreckt sich bis südlich von Woranso-Mille; der Name ist abgeleitet von den beiden Wadis Ledi und Geraru, die das Fundgebiet von West nach Ost durchqueren und in den Fluss im Awash entwässern. In Nord-Süd-Richtung erstreckt sich das Fundgebiet über annähernd 50 Kilometer.
Erste Erkundungen fanden bereits von 1972 bis 1974 im Rahmen der International Afar Research Expedition statt, deren bekanntester Fund das 1974 entdeckte Fossil Lucy ist. Die geologischen Besonderheiten wurden erstmals 1976 beschrieben.
Im Bereich des Ledi-Geraru-Fundgebiets haben sich Sedimente abgelagert, die heute über rund 230 Meter anstehen und teils ein Alter von 3,45 bis 3,18 Millionen Jahren, teils von 2,78 bis 2,59 Millionen Jahre haben. Die Feinheit der Ablagerungen deutet darauf hin, dass sie in einem vorzeitlichen See entstanden sind. Eingebettet in die Sedimente wurden u. a. zahlreiche Knochen von Hornträgern, die als Oberflächenfunde aufgelesen und zumeist endemischen Arten zugeschrieben wurden.
2025 berichteten Forscher des Ledi-Geraru Research Project in der Fachzeitschrift Nature, dass sie zwischen 2015 und 2018 insgesamt 13 fossile Zähne als Oberflächenfunde geborgen hatten, und zwar neun Zähne aus der Fundstelle LD 760, einen Zahn aus der Fundstelle LD 750 sowie einen Zahn aus der Fundstelle LD 302-01 und zwei Zähne aus der Fundstelle AS 100. Den Analysen zufolge besitzen zehn Zähne (LD 750 und LD 760) Merkmale von Australopithecus, drei Zähne (LD 302 und AS 100) Merkmale eines frühen Angehörigen der Gattung Homo, ähnlich dem Unterkiefer-Fund LD 350-1 im Jahr 2013. Datiert (39Ar-40Ar-Methode) wurden alle Zähne von Homo in die Zeit vor 2,78 bis 2,59 Millionen Jahren, von Australopithecus in die Zeit vor 2,63 Millionen Jahren, was – sofern Zuordnung und Datierung Bestand haben – bedeutet, dass damals Australopithecus und Homo zur gleichen Zeit im gleichen Gebiet lebten; zudem hatte man bisher geglaubt, Australopithecus sei bereits vor drei Millionen Jahren im Afar-Gebiet ausgestorben gewesen. Die Autoren der Studie legten sich nicht fest, zu welcher Art der beiden Gattungen ihre Funde gehören; vielmehr wiesen sie darauf hin, dass die Morphologie der zehn Australopithecus zugeschriebenen Zähne sich so deutlich von den Merkmalen der bekannten Arten Australopithecus afarensis und Australopithecus garhi unterscheidet, dass sie möglicherweise einer bislang nicht bekannten Art zuzuschreiben sind. Der äthiopische Paläoanthropologe Zeresenay Alemseged von der University of Chicago wies hingegen in einem Begleitartikel in der Fachzeitschrift Science darauf hin, dass die zehn Zähne rund 300.000 Jahre älter als die ältesten sicher datierten Fossilien von Australopithecus afarensis seien und dass die wenigen beschriebenen morphologischen Unterschiede („the few distinctions that they’ve made between their material and afarensis“) sich durchaus im Verlauf dieser 300.000 Jahre hätten entwickeln können. Das Alter der Homo-Zähne entspricht am ehesten dem Alter von Homo rudolfensis und Homo habilis.
Die 2025 beschriebenen Fossilien stammen aus einer Epoche, in der das Klima in Ostafrika aufgrund von Erdplatten-Bewegungen zunehmend trockener wurde. Zudem verweisen vulkanische Ablagerungen im Boden der Fundstellen auf eine erhöhte vulkanische Aktivität in einer Landschaft, die seinerzeit Ähnlichkeiten mit der heutigen Serengeti aufwies. Die hiermit verbundenen ökologischen Umbrüche könnten – so die Argumentation der Forscher – dazu beigetragen haben, dass sich aus einer der Arten der Gattung Australopithecus die Gattung Homo entwickelte.

## Belege
1. ↑  Ledi-Geraru Research Project in the Afar of Ethiopia. Auf: kayereed.com, eingesehen am 13. August 2025.
2. ↑  Brian Villmoare, William H. Kimbel, Chalachew Seyoum […] und Kaye E. Reed: Early Homo at 2.8 Ma from Ledi-Geraru, Afar, Ethiopia. In: Science. Band 347, Nr. 6228, 2015, S. 1352–1355, doi:10.1126/science.aaa1343.
3. ↑  David R. Braun, Vera Aldeias, Will Archer […] und Kaye E. Reed: Earliest known Oldowan artifacts at >2.58 Ma from Ledi-Geraru, Ethiopia, highlight early technological diversity. In: PNAS. Band 116, Nr. 24, 2019, S. 11712–11717, doi:10.1073/pnas.1820177116.
 Menschliche Vorfahren haben Steinwerkzeuge mehrmals erfunden. Auf: mpg.de vom 3. Juni 2019
4. ↑  Ledi-Geraru Research Project (Memento vom 6. September 2015 im Internet Archive). Im Original publiziert auf dem Server der Arizona State University.
5. ↑  Maurice Taieb, Donald Johanson, Yves Coppens und James L. Aronson: Geological and palaeontological background of Hadar hominid site, Afar, Ethiopia. In: Nature. Band 260, 1976, S. 289–293, doi:10.1038/260289a0.
6. ↑  Denis Geraads, René Bobe und Kaye Reed: Pliocene Bovidae (Mammalia) from the Hadar Formation of Hadar and Ledi-Geraru, Lower Awash, Ethiopia. In: Journal of Vertebrate Paleontology. Band 32, Nr. 1 2012, S. 180–197, doi:10.1080/02724634.2012.632046.
7. ↑  Irene E. Smail, Amy L. Rector, Joshua R. Robinson und Kaye E. Reed: Pliocene climatic change and the origins of Homo at Ledi-Geraru, Ethiopia. In: Annals of Human Biology. Band 52, Nr. 1, 2025, 2462255, doi:10.1080/03014460.2025.2462255.
8. ↑  Brian Villmoare, Lucas K. Delezene, Amy L. Rector […] und Kaye E. Reed: New discoveries of Australopithecus and Homo from Ledi-Geraru, Ethiopia. In: Nature. Online-Vorabveröffentlichung vom 13. August 2025, doi:10.1038/s41586-025-09390-4.
Discovery confirms early species of hominins co-existed in Ethiopia. Auf: eurekalert.org vom 13. August 2025.
 Als Vor- und Frühmenschen koexistierten. Auf: wissenschaft.de vom 13. August 2025.
9. ↑  Fossil teeth reveal a previously unknown human ancestor from eastern Africa. Auf: science.org vom 13. August 2025.
10. ↑  Erin N. DiMaggio, Christopher J. Campisano, John Rowan, […] Kaye E. Reed und J Ramón Arrowsmith: Late Pliocene fossiliferous sedimentary record and the environmental context of early Homo from Afar, Ethiopia. In: Science. Band 347, Nr. 6228, 2015, S. 1355–1359, doi:10.1126/science.aaa1415.
11. ↑  Earliest known fossil of the genus Homo dates to 2.8 to 2.75 million years ago. Auf: eurekalert.org vom 4. März 2015.
12. ↑  Joshua R. Robinson, John Rowan, Christopher J. Campisano, Jonathan G. Wynn und Kaye E. Reed: Late Pliocene environmental change during the transition from Australopithecus to Homo. In: Nature Ecology & Evolution. Band 1, Artikel-Nr. 0159, 2017, doi:10.1038/s41559-017-0159
 Grassy beginning for earliest Homo. Auf: eurekalert.org vom 15. Mai 2017.